# Mantena
Mantena là một đô thị thuộc bang Minas Gerais, Brasil. Đô thị này có diện tích 682,827 km², dân số năm 2007 là 26721 người, mật độ 36,8 người/km².